# تفجير جامعة كراتشي 2022
في 26 أبريل 2022، وقع تفجير انتحاري عبر شاحنة صغيرة بالقرب من معهد كونفوشيوس بجامعة كراتشي، مما أسفر عن مقتل ثلاثة مدرسين صينيين وسائقهم الباكستاني. تبنى جيش تحرير بلوشستان مسؤولية التفجير وأعلن أن الجاني كانت أول انتحارية في التنظيم.
قال رئيس شرطة كراتشي غلام ميمون إن المهاجمة مشتبه في أنها كانت طالبةً في الجامعة.